# گردشدگی واکه
در آواشناسی، گردشدگی واکه (انگلیسی: Vowel roundedness) به میزان گرد شدن لب‌ها در هنگام تولید یک واکه گفته می‌شود. این فرایند، لبی‌شدگی یک واکه است. وقتی که واکه‌ای گردشده تلفظ می‌شود، لب‌ها یک شکاف دایره‌ای تشکیل می‌دهند و واکه‌های گردنشده در حالی تلفظ می‌شوند که لب‌ها به حالت عادی هستند. در بیشتر زبان‌ها واکه‌های پیشین متمایل به گرد نبودن و واکه‌های پسین متمایل به گرد بودن هستند.

## گونه‌های گردشدگی
دو گونه از گردشدگی در واکه‌ها وجود دارند، جلوآمدگی و فشردگی. 

### جلوآمدگی
جلوآمدگی یا پیش‌کشیدگی زمانی رخ می‌دهد که کنارهٔ لب‌ها با یکدیگر به پایین رفته و لب‌ها جلو بیایند. در این گونه می‌توان سطح داخلی لب‌ها را مشاهده کرد.

### فشردگی
فشردگی یا تراکم هنگامی روی می‌دهد که لب‌ها نیز به‌علاوهٔ کنارهٔ لب‌ها به‌صورت افقی به پایین فرورفته و جلو نیایند. در این گونه تنها سطح خارجی لب‌ها قابل‌مشاهده است. 